# 8304 Ryomichico
8304 Ryomichico è un asteroide della fascia principale. Scoperto nel 1995, presenta un'orbita caratterizzata da un semiasse maggiore pari a 2,4587989 UA e da un'eccentricità di 0,1417372, inclinata di 1,95542° rispetto all'eclittica.